# Кауфунген
Кауфунген (на немски: Kaufungen) е община в окръг Касел в Хесен, Германия, с 12 406 жители (2015) с площ 26,13 km². Намира се на 10 km източно от Касел.
За пръв път е споменат в документ на император Хайнрих II през 1011 г. като кралски чифлик „Coufunga“. През 1017 г. кралският чифлик става бенедиктански манастир, образуван от Кунигунда Люксембургска, съпругата на император Хайнрих II, която умира в него.